# Estatoide
Estatoide é um termo aplicado às divisões administrativas autônomas de um estado (federação ou semifederação). O termo foi apresentado de acordo com a obra Administrative Subdivisions of Countries (ISBN 0-7864-0729-8), de Gwillim Law. A divisão de um território é normalmente disjunta, e a identificação dos estatoides é possível tendo por base a soberania nacional de cada estado.
Analisando a área e a população, chegamos a algumas conclusões, como:
- O estatoide com maior população é o estado indiano de Uttar Pradesh, com mais de 215 milhões de habitantes.[2]
- O estatoide de maior área é a República de Sakha, uma divisão federal da Federação Russa, com 3 103 200 km².[3]
- O estatoide mais densamente povoado é Kwun Tong, em Hong Kong, com 564 700 habitantes em apenas 11 km², ou seja, com densidade de 51 336 habitantes por km².[4]
- O estatoide menos densamente povoado era, até à sua extinção, Avannaa, uma divisão administrativa da Gronelândia, com apenas 843 habitantes em 106 700 km², ou seja, com densidade de 0,0079 habitantes por km².

## Estados
Ver artigo em destaque: estado (subdivisão)
No Brasil os estatoides são estados e um distrito federal. Os maiores estatoides são os estados do Amazonas, Pará, Mato Grosso. Os mais populosos são os estados de São Paulo, Minas Gerais, Rio de Janeiro. Assim como no Brasil, os Estados Unidos são divididos em estados, o maior deles é o Alasca e o mais populoso é a Califórnia.

## Províncias
Na República Popular da China, os estatoides são províncias e regiões autônomas.